# Mix FM Sul SC
Mix FM Sul SC é uma emissora de rádio brasileira sediada em Laguna, cidade do estado de Santa Catarina. Opera no dial FM, na frequência 103.1 MHz, e é afiliada á Mix FM pertencente à Sistema Interativa de Comunicação.

## História
A emissora surgiu no dial de Laguna em janeiro de 2009 sendo afiliada à Transamérica Hits.
Porém em 2019 quando a Transamérica anuncia a unificação de suas três vertentes, tornando-se apenas uma emissora de formato Jovem/Adulto, os proprietários da emissora decidem encerrar o contrato de afiliação com a mesma, na qual durou quase 11 anos. Antes de encerrar as operações da Transamérica Hits, no final de outubro foi anunciado á afiliação com a Rede Mix FM, mas sem data definida. No inicio de novembro, a emissora deixa de retransmitir á Transamérica e passa á chamar 103.1 FM, somente semanas depois, foram colocadas as chamadas da Mix FM.
No dia 23 de dezembro de 2019, a emissora estreia oficialmente ás 19h no programa Mix Tudo, no mesmo dia estreou a de Lages, na região serrana do estado. Assim, a Rede Mix FM, passa a ter 4 emissoras em Santa Catarina.